# Manuel Sardà Martí
Manuel Sardà Martí   (Reus, 18 de setembre de 1860 - 23 de febrer de 1921) va ser un polític català i alcalde de Reus diverses vegades.
De jove havia publicat escrits i poemes a Crónica de Reus i Diario de Reus. Militava en el partit monàrquic Unió Monàrquica Nacional i ocupà diversos escons municipals. Va ser alcalde el 1913, 1915, 1917, 1918, 1920 i 1921. Va ser una víctima de les lluites entre el Sindicat Únic, dels obrers, i el Sindicat Lliure, pagat per la patronal, quan el 1921 va caure assassinat a trets a la porta de casa seva al carrer de Sant Jaume de Reus, acusat de ser el responsable de l'arribada a Reus de pistolers del Lliure vinguts de Barcelona. A conseqüència d'això, a tota la província es va estendre una enèrgica repressió sobre els sindicalistes. El règim franquista va posar el seu nom al carrer on havia mort, el 1939, nom que durà fins al primer ajuntament democràtic, el 1979. El nom de Manuel Sardà es va traslladar els anys vuitanta al carrer Alt de Sant Pere però els veïns s'hi van oposar i va haver de passar a un carrer nou prop de Pavelló Olímpic. L'Ajuntament de Reus el va nomenar fill il·lustre.